# Ременезуб Періна
Ременезуб Періна (Mesoplodon perrini) — кит з роду Ременезуб родини Дзьоборилові.

## Опис
Mesoplodon perrini схожий за формою на інших членів цього роду, з короткою головою і хвостом, довгим животом. Як і його найближчий родич, Mesoplodon hectori і Mesoplodon peruvianus, вид має відносно коротку морду. Рот утворює пряму лінію, і ряд канавок присутній на горлі. Дорослі М. perrini мають темно-сірий забарвлення на спині яке переходить в білу на їх низу. Неповнолітні особи мають дещо інше забарвлення з білою областю навколо горла і темно-сірого плями навколо рострума і очей. Тільки оригінальні п'ять берегових зразків були точно виміряні. Доросла самиця була приблизно 4,4 метра від носа до хвоста, а дорослий самець був 3,9 метрів у довжину. Інші три зразки були неповнолітні самці.

## Поширення
Всі п'ять зразків досі розглянуті були з південної і центральної Каліфорнії (між 32 ° і 37 ° N), і цілком імовірно, що цей вид є ендемічним в північній частині Тихого океану (можливо, навіть східній частині Північної частини Тихого океану). Як і інші члени роду, цей вид мабуть воліє океанічні води більше, ніж в 1000 м в глибину, спостереження цього виду сталося в глибоких водах.

## Звички
Ґрунтуючись на обмеженій вибірці вмісту шлунка, ймовірно, харчується в основному кальмарами (у тому числі Octopoteuthis). Відомими хижаками є акули і люди.

## Загрози
Всі підтверджені записи були з викидання на берег (плюс два можливих спостережень), так що нічого не відомо про потенційні загрози. Ремнезуби цього роду були вбиті іноді китобоями, але на даний час вони не є основними цілями будь-якого полювання. Заплутаність в риболовецьких снастях, особливо зябрових мереж в глибокій воді, ймовірно, є найбільш серйозною загрозою. Цей вид, як і інші ремнезуби, швидше за все, вразливий до гучних антропогенних звуків, наприклад, які генеруються гідролокаторами і сейсморозвідкою.
Як вид з, мабуть обмеженим поширенням, може бути уразливим до наслідків зміни клімату, оскільки потепління океану може призвести до зміщення або скорочення ареалу. Наслідки таких змін на цей вид невідомі.
Дані з викинутих на берег особин кількох подібних видів показують, що вони проковтнули викинуті пластмасові предмети, які можуть в кінцевому підсумку призвести до смерті; цей вид також може бути в небезпеці.